# Bod (salgssted)
 For alternative betydninger, se Bod. (Se også artikler, som begynder med Bod)
En bod er et sted hvor man kan købe, eksempelvis:
- Mad
- Drikke
- Souvenirs
- Billetter

Boder er at finde i eksempelvis forlystelsesparker, store gader i nogle byer, m.fl.
Forskellen mellem en bod og en forretning eller en butik er typisk, at en bod er fx et bord,  en disk, et lille lokale eller en vogn, hvor sælgeren står ved siden af eller inden i, men hvor kunderne står udenfor. Butikker og forretninger er lokaler, hvor kunderne kommer ind.
Ved f.eks. loppemarkeder kan et område eller et stort lokale indeholde flere boder.  
Et kendt sted med boder er visse dage og tidspunkter på Israels Plads i København.